# Waterpas (landmeetkunde)

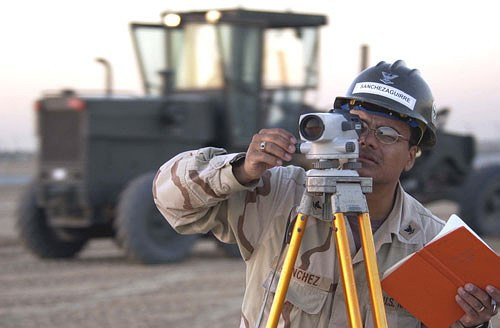
Een waterpasinstrument in gebruik

Een waterpasinstrument of waterpastoestel is een optisch apparaat, verwant aan de theodoliet, waarmee met hoge precisie een horizontaal vlak gerealiseerd kan worden en hoogteverschillen ten opzichte van dit vlak kunnen worden ingemeten. Met dit apparaat kunnen hoogteverschillen en (weliswaar met lage nauwkeurigheid) afstanden tussen punten ingemeten worden, het zogenaamde waterpassen.

## Soorten
- Klinometer - Deze is bedoeld om de helling te meten.
  - Klinometer van Watts - De klinometer van Watts heeft een slinger die langs een boog met schaalverdeling slingert en waarvan men de hellingsgraad kan aflezen.
  - Indische klinometer - De Indische klinometer heeft een kijkbuis met een regelbare gradenschaal in combinatie met een alcoholwaterpas.
- Abneywaterpas - Deze bestaat uit een kijkbuis die verbonden is met een alcoholwaterpas. De luchtbel weerkaatst in de ooglens. Door te meten vanaf de laagste paal moet men de hoek van de kijkbuis regelen tot de luchtbel in de alcohol samen valt met de punt van de bovenste paal. De hoek waaronder de kijkbuis nu staat is de hellingshoek.

## Werking

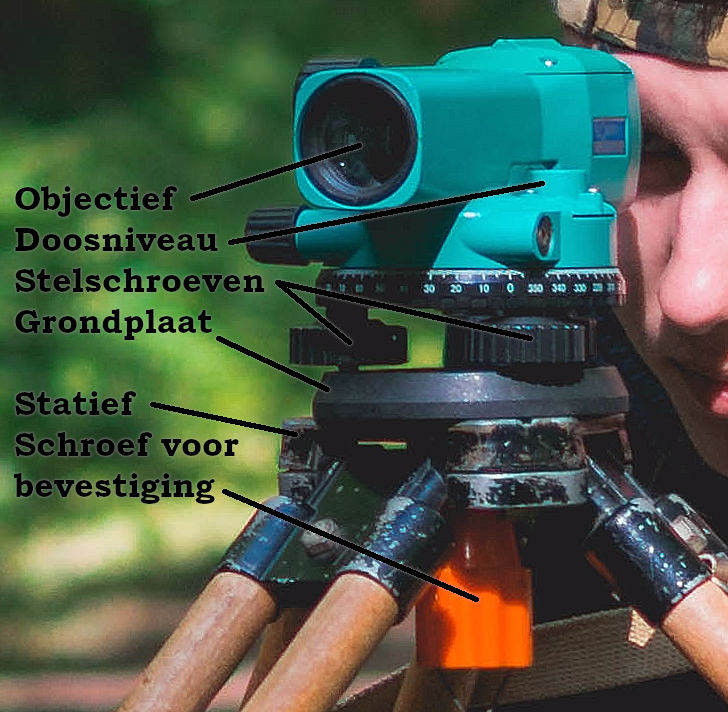

### Opstellen
Het waterpasinstrument wordt opgesteld op een statief (een driepoot met een bevestigingsconstructie voor het apparaat). Op het toestel zit een doosniveau waarmee de horizontaliteit kan worden gecontroleerd. Het toestel heeft drie verticale stelschroeven waarmee het toestel horizontaal wordt gezet. Moderne waterpasinstrumenten, z.g. automatische waterpasinstrumenten, hebben een compensator die kleine afwijkingen van de horizontaliteit corrigeert. Een waterpasinstrument kan horizontaal 360° gedraaid worden.
Oudere toestellen moesten wel perfect horizontaal gesteld worden. Dit gebeurde met behulp van een buisniveau.  De meer nauwkeuriger typen hadden een kipschroef met welke het buisniveau ingesteld kon worden. Elke keer als het toestel werd gedraaid zorgde men voor een zuiver horizontale vizierlijn.
Om fouten van het waterpasinstrument en de aardkromming te elimineren wordt het statief bij voorkeur steeds midden tussen de twee meetpunten geplaatst - het vanuit het midden waterpassen. Verder kan men ervoor zorgen dat de som van de gemaakte lengte in de vooraflezingen gelijk is aan de som van de gemaakte lengte in de achteraflezingen.

### Lenzenopbouw

Aflezing baak (aflezing is ongeveer 1422 mm)

Het waterpastoestel heeft een vizierinrichting met lenzen, in volgorde: een objectief, een centrale instellens en een scherp te stellen oculair. Door het oculair ziet men een verticale en een horizontale kruisdraad haaks op elkaar. Erboven en eronder een wat kortere kruisdraad. Deze draden zijn ingeëtst op het diafragma, een glazen plaatje in de kijker. De bovenste en onderste kruisdraden worden gebruikt voor het meten van afstanden.
De kruisdraden kunnen scherpgesteld worden door het oculair te verdraaien, zoals bij een verrekijker. De scherpstelling dient om de oogafwijking van de gebruiker te neutraliseren en moet dus slechts één keer per gebruiker gebeuren, vóórdat het beeld scherpgesteld wordt.
Met de centrale instellens kan het beeld scherp gesteld worden. Daartoe is hij verbonden met een stelschroef op het apparaat. Dit scherpstellen kan ook geautomatiseerd worden, door middel van "autofocus".

#### Nauwkeuriger model

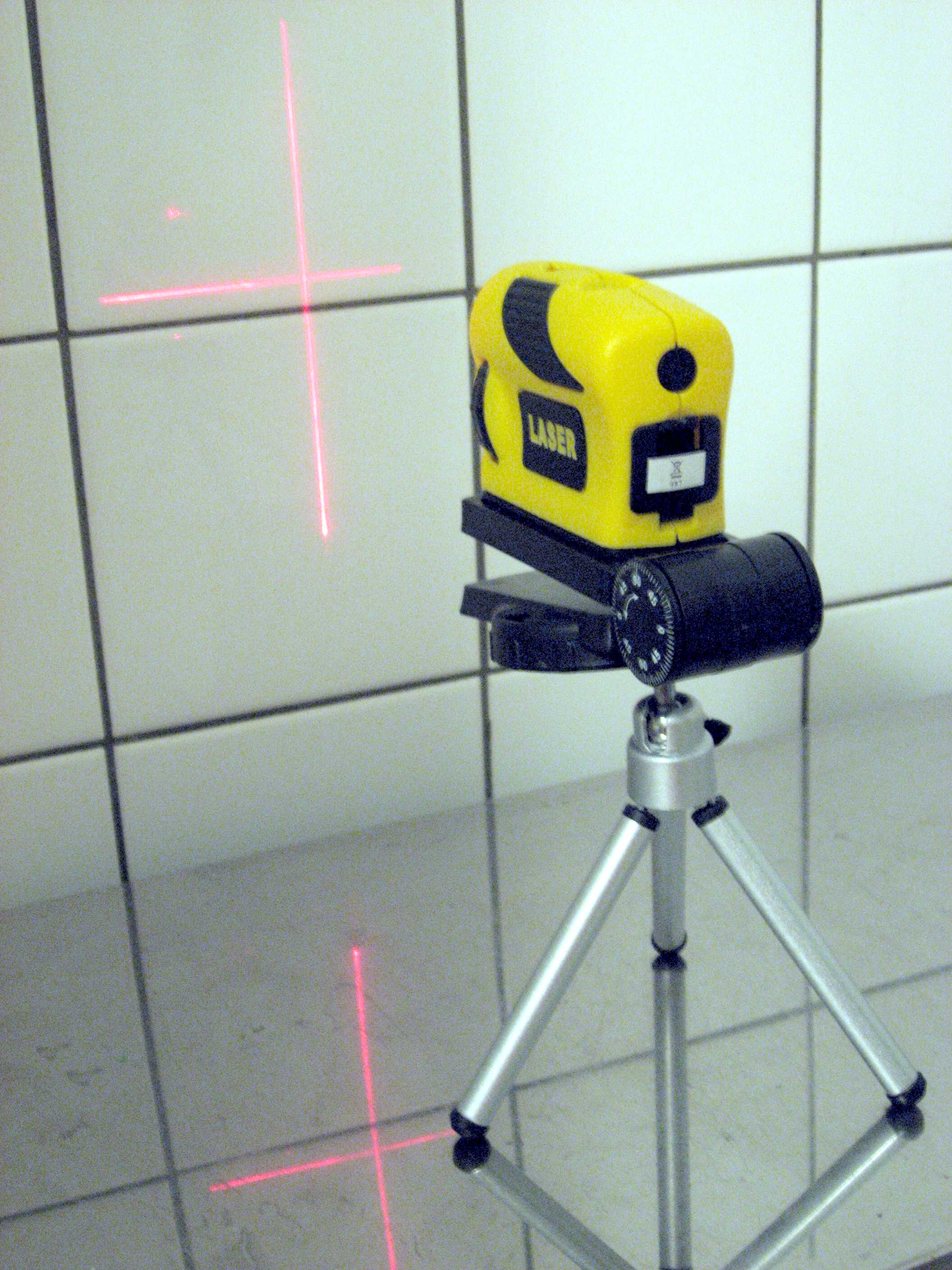
Kruislijn laser

De nauwkeurigheid van een regulier waterpastoestel is beperkt doordat op de baak enkel centimeters vermeld (kunnen) staan, hierdoor moet de operator de millimeterverdeling eigenlijk schatten. Door de inbouw van een 'planparallele plaat' vooraan op het instrument (en een tegengewicht achteraan), kan de middelste kruisdraad over een centimeter verschoven worden. Wanneer de kruisdraad precies met de centimeterindicatie op de baak overeenstemt, kan het hoogteverschil berekend worden door de som te nemen van de afgelezen centimeterverdeling op de baak en de lengte (in millimeter, of minder) aangeduid op een micrometer die de kruisdraden doet bewegen. Zo kan de baak tot op een tiende of een honderdste van een millimeter afgelezen worden. Deze hogere nauwkeurigheid heeft enkel nut indien de baak zeer stabiel opgesteld wordt en temperatuureffecten zo veel mogelijk verwaarloosd kunnen worden. Men gebruikt dan ook een invar-baak.
Voor het stabiel opstellen van de baak wordt een zogenaamde 'straatpot' of 'grondpen' gebruikt. Dit zijn metalen hulpstukken die in de grond, of op de verharding wordt geplaatst. Deze hebben een afgeronde bovenkant zodat ook bij het draaien van de baak een eenduidig (hoogste) punt wordt aangehouden.
Moderne waterpasinstrumenten hoeven niet meer exact waterpas gesteld worden en projecteren door middel van een laser en een ronddraaiende spiegel een horizontaal vlak, welke met een speciale 'laserbaak' ingemeten kan worden.
Halverwege de jaren 1990 kwamen de eerste digitale waterpasinstrumenten met streepjescode aflezing, interne opslag en mogelijkheid tot berekening. Dit gaf veel voordelen: sneller aflezen en geen opschrijf-, overschrijf- en afleesfouten.

### Meting

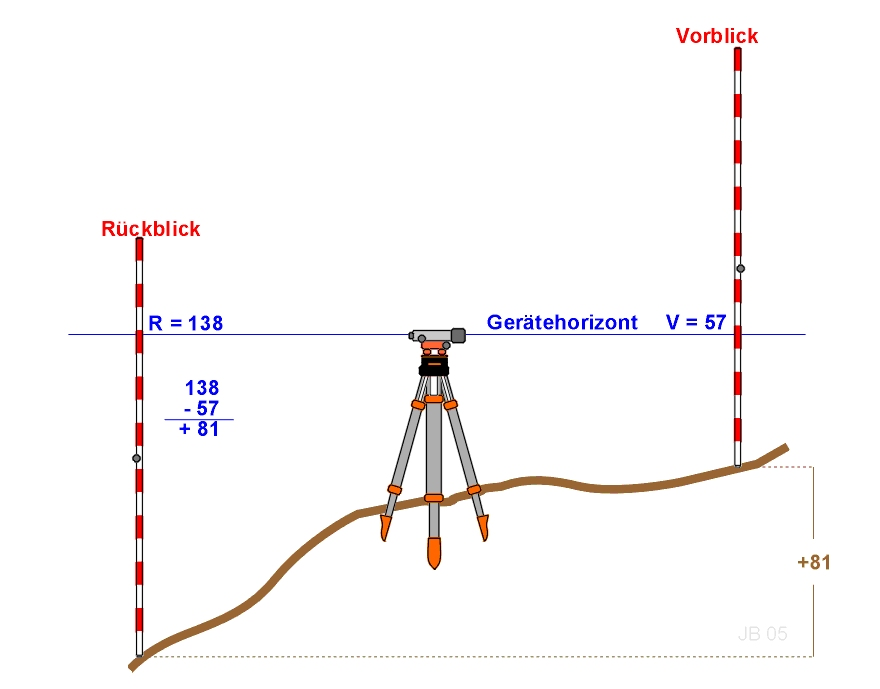
Berekenen van hoogteverschil door het verschil in afgelezen hoogte

De traditionele metingen moesten met twee personen uitgevoerd worden: de eerste gebruiker draagt de meetstok (de "baak"), de ander meet met het instrument. Nadat het toestel opgesteld is, wordt de baak op een lokaal referentiepunt of op een in (NAP-)hoogte bekend punt geplaatst en de positie van de baak wordt opgezocht, bijvoorbeeld met de ingebouwde collimatorkijker. Als de baak door de waterpas gezien kan worden, worden de drie kruisdraden afgelezen - dit is de zogenaamde "achterbaak" aflezing. Hierbij kunnen de centimeters afgelezen worden en millimeters geschat. De hoogte van het beginpunt + de achterbaakaflezing geeft de hoogte van de vizierlijn.
De baak kan op enkele tientallen meters afstand staan, het lenzenstelsel fungeert als verrekijker zodat de onderverdeling goed zichtbaar is (en groter dan het scheidingsvermogen van het oog). Het verschil in aflezing van de bovenste en onderste kruisdraad op de baak (of een duimstok) in centimeters geeft de afstand aan in meters. Bijvoorbeeld: verschil = bovendraad - onderdraad = 22,4 centimeter. De afstand tussen de waterpasopstelling en het meetpunt is dan 22,4 meter. De aflezingen van de boven- en onderdraad geven ook een controle van de aflezing op de middendraad; (bovendraad+onderdraad)/2 = middendraad.
Vervolgens wordt de baak op een volgende te waterpassen punt geplaatst en afgelezen (de "voorbaak"). Het hoogteverschil tussen de twee meetpunten kan bepaald worden uit het verschil in afgelezen hoogte in die punten: hoogte vast punt + aflezing achterbaak - aflezing voorbaak = hoogte volgende punt. De aflezingen worden op een gestandaardiseerd waterpasformulier genoteerd. (Op dit formulier kan ook de som van alle achterbaakaflezingen en de som van alle voorbaakaflezingen bepaald worden. Het verschil van deze twee waarden geeft direct het hoogteverschil tussen begin- en eindpunten, dit als controle op de hoogteberekening van alle tussenpunten.) Vervolgens kan het instrument verplaatst worden, opnieuw opgesteld en een nieuwe aflezing wordt gedaan, nu met als "achterbaak" hetzelfde punt als de "voorbaak" van de vorige meting. Deze manier van waterpassen heet een "doorgaande waterpassing". Ter controle kan de waterpassing nóg eens gedaan worden, van het eindpunt terug naar het beginpunt. Het hoogteverschil moet dan op 0 (nul) uitkomen. Deze manier van waterpassen heet een "heen- en teruggaande waterpassing". Een eventueel hoogteverschil ("sluitfout") wordt evenredig over de tussenliggende punten verdeeld, het zogenaamde "vereffenen".
Vanuit iedere opstelling kunnen andere punten worden opgemeten door de baak daar te plaatsen en af te lezen, deze aflezingen worden genoteerd als "zijslagen".